# Джалиль (посёлок городского типа)
Джали́ль (тат. Җәлил) — посёлок городского типа в Сармановском районе Республики Татарстан.
Административный центр городского поселения «посёлок городского типа Джалиль» (включает также деревни Абдрахманово, Кызыл Бакча и Новый Мензелябаш).
Входит в полицентрическую Альметьевскую агломерацию.

## Месторасположение
Посёлок расположен на крайнем юге района, в 29 км к югу от села Сарманово, в 34 км к северо-востоку от города Альметьевск и города Азнакаево, в 240 км к юго-востоку от Казани. Вблизи поселка протекает река Мензеля (приток Ика).

## История
Месторасположение посёлка было выбрано рабочей комиссией в 1961 году. Посёлок был основан в 1964 году. Назван в честь татарского поэта, Героя Советского Союза Мусы Джалиля.

## Население
| 1970    | 1979    | 1989    | 2002    | 2006    | 2007    | 2009    |
| ------- | ------- | ------- | ------- | ------- | ------- | ------- |
| 3856    | ↗7671   | ↗11 298 | ↗14 769 | ↘14 256 | ↘14 134 | ↘14 020 |
| 2010    | 2011    | 2012    | 2013    | 2014    | 2015    | 2016    |
| ↘13 937 | ↘13 929 | ↗13 996 | ↘13 986 | ↘13 817 | ↘13 613 | ↘13 422 |
| 2017    | 2018    | 2019    | 2020    | 2021    |         |         |
| ↘13 271 | ↘13 053 | ↘12 899 | ↘12 695 | ↗13 560 |         |         |

Национальный состав населения (2010): татары (82,8 %), русские (15,4 %), башкиры (0,4%). Рождаемость — 12,7 %, смертность — 9,5 % , естественный прирост населения — 3,2 %. Мужчин — 48,0 %, женщин — 52,0 %. Лица в трудоспособном возрасте составляют 57,1 % населения поселка, моложе — 28,8 %, старше — 14,1 %.

## Экономика
Основа промышленности — нефтегазодобыча — НГДУ «Джалильнефть» ОАО «Татнефть». Добыча нефти в НГДУ «Джалильнефть» составляет около 18 % от объёма добычи «Татнефть». В 2001 году здесь отметили добычу 500-миллионной тонны нефти.

## Образование
В посёлке имеются следующие образовательные учреждения:
- 6 детских садов
- Джалильская средняя общеобразовательная школа № 1
- Джалильская средняя общеобразовательная школа № 2
- Джалильская гимназия

Кроме того, действуют учреждения внешкольного образования:
- Детская музыкальная школа
- Детская художественная школа

## Культура и спорт
В посёлке действуют кинотеатр «Джалиль» на 160 мест, Музей трудовой славы и краеведения, Центральная библиотека и Дом культуры. Ежегодно в посёлке проводится праздник «Сабантуй».
Действуют следующие учреждения физкультуры и спорта:
- Детско-юношеская спортивная школа
- Спортивно-оздоровительный комплекс с бассейном
- Ледовый дворец спорта, на базе которого организована хоккейная команда «Юность»
- Лыжная база